# Monocleaceae
Monocleaceae là một họ rêu trong bộ Marchantiales.